# Élection pontificale de 1264-1265
L'élection pontificale de 1264–1265 se déroule du 12 octobre 1264 au 5 février 1265, à la suite de la mort du pape Urbain IV et aboutit à  l'élection du cardinal Gui Foucois, ou Foulques ou Foucault, qui devient le pape Clément IV. Il est élu in absentia : lors de son élection il est en voyage.

## Sources
- (en)/(pl) Cet article est partiellement ou en totalité issu des articles intitulés en anglais « Papal election, 1264–65 » (voir la liste des auteurs) et en polonais « Papieska elekcja 1264-1265 » (voir la liste des auteurs).
- (en) Sede Vacante de 1264 à 1265 - Université de Nothridge - État de Californie - John Paul Adams - 11 août 2013